# Pilea involucrata
Die Eingehüllte Kanonierblume (Pilea involucrata) ist eine Pflanzenart aus der Gattung der Kanonierblumen (Pilea) innerhalb der Familie der Brennnesselgewächse  (Urticaceae). Sie gedeiht ursprünglich in Zentral- und Südamerika.

## Beschreibung

### Vegetative Merkmale
Die Pilea involucrata ist eine immergrüne, ausdauernde krautige Pflanze, die Wuchshöhen von bis zu 18 Zentimetern erreicht. Die gegenständig an den Stängeln angeordneten Laubblätter sind in Blattstiel und Blattspreite gegliedert. Die einfachen, dunkelgrünen Blattspreiten sind bei einer Länge von 3 bis 8 Zentimetern sowie einer Breite von bis zu 3 Zentimetern meist elliptisch bis länglich, selten eiförmig, mit spitz zulaufenden oberen Ende. Sie sind dickfleischig und bogenförmig eingebuchtet. Charakteristisch sind drei Blattadern, die sich vom Blattgrund bogenförmig zur Blattspitze ziehen. Zwischen den Blattadern bildet die Blattoberfläche regelmäßige Ausstülpungen. Bei stärkerer Sonneneinstrahlung nehmen die dunkelgrünen Blätter einen dunkelroten Schimmer an. Verschiedene Kultursorten zeigen silbrig gemusterte, rötliche bis fast schwarze Laubblätter.

### Generative Merkmale
Pilea involucrata ist einhäusig getrenntgeschlechtig (monözisch). Die zymösen, dichten Blütenstände entspringen in den Blattachseln und enthalten etwa 200 Blüten. Die relativ kleinen, weiß-rosafarbenen Blüten sind vierzählig. Die Kelchblätter sind nur etwa 1 Millimeter lang und oval. Die Staubblätter ragen über den Kelch hinaus und „explodieren“ bei Erschütterungen. In den weiblichen Blüten ist meist nur ein oberständiges Fruchtblatt und ein einfacher Griffel vorhanden.
Die Nussfrüchte sind immer einsamig. Die Samen enthalten Endosperm und einen geraden Embryo mit zwei eiförmig-elliptischen oder kreisförmigen Keimblättern (Kotyledonen).

### Chromosomenzahl
Die Chromosomenzahl beträgt 2n = 30.

## Nutzung
Pilea involucrata ist aufgrund ihrer dekorativen Laubblätter und leichten vegetativen Vermehrung durch Stecklinge eine relativ beliebte Zimmerpflanze. Weil sie sich durch Stecklinge so gut vermehren lässt, erhielt sie auch ihren englischsprachigen Trivialnamen „Friendship Plant“. Sie ist eine Halbschattenpflanze und liebt feuchten Boden ohne Staunässe. Sie benötigt relativ hohe Luftfeuchtigkeit und Temperaturen über 20 °C.

## Taxonomie
Synonyme für Pilea involucrata (Sims) C.H.Wright & D.Dewar sind: Pilea pubescens var. involucrata (Sims) Wedd., Urtica involucrata Sims, Adicea obtusata (Liebm.) Kuntze, Pilea gaudichaudiana Wedd., Pilea grossocrenata Miq., Pilea guyanensis Wedd., Pilea montana Wedd., Pilea obtusata Liebm., Pilea rupicola Wedd., Pilea ovalis Griseb.